# Lazi Turopoljski
 Lazi Turopoljski  falu Horvátországban Zágráb megyében. Közigazgatásilag Velika Goricához tartozik.

## Fekvése
Zágráb központjától 20 km-re, községközpontjától 7 km-re délkeletre, a Túrmező síkságán, az A11-es autópálya közelében fekszik. 

## Története
A települést 1688-ban említik először, amikor egy Szent Borbála tiszteletére szentelt kápolna állt itt, melyet temető övezett. Régen mracliniak birtokai voltak itt, emiatt sokáig Stari Mraclinnak is nevezték. A birtokokat később romáknak adták el, akik ma a település kizárólagos lakosai. Azon kevés település egyike, ahol még a mai napig sincs villany és telefon. 
1857-ben 47, 1910-ben 41 lakosa volt. Trianon előtt Zágráb vármegye Nagygoricai járásához tartozott. 2001-ben a falunak 69 lakosa volt. 

## Lakosság
| Lakosság változása | Lakosság változása | Lakosság változása | Lakosság változása | Lakosság változása | Lakosság változása | Lakosság változása | Lakosság változása | Lakosság változása | Lakosság változása | Lakosság változása | Lakosság változása | Lakosság változása | Lakosság változása | Lakosság változása |
| ------------------ | ------------------ | ------------------ | ------------------ | ------------------ | ------------------ | ------------------ | ------------------ | ------------------ | ------------------ | ------------------ | ------------------ | ------------------ | ------------------ | ------------------ |
| 1857               | 1869               | 1880               | 1890               | 1900               | 1910               | 1921               | 1931               | 1948               | 1953               | 1961               | 1971               | 1981               | 1991               | 2001               |
| 47                 | 43                 | 44                 | 52                 | 53                 | 41                 | 33                 | 35                 | 36                 | 36                 | 24                 | 18                 | 7                  | 80                 | 69                 |

## Külső hivatkozások
- Velika Gorica hivatalos oldala
- Velika Gorica turisztikai egyesületének honlapja
- A Túrmező honlapja